# X-RIS
X-RIS (afkorting van X-Ray Imaging Solutions) is een Belgisch bedrijf dat actief is in draagbare digitale röntgenfotografie, niet-destructief onderzoek en beveiliging. Zijn hoofdkantoor bevindt zich in Luik.
In 2014 heeft het bedrijf uitrusting voor de FBI Academy in Quantico geleverd en in 2015 heeft X-RIS hetzelfde gemaakt voor het opleidingscentrum van de FBI in Alabama. In november 2015 heeft de firma ook de eerste prijs voor België gewonnen bij de Deloitte Technology Fast 50 wedstrijd.

## Geschiedenis

### Ontwikkeling

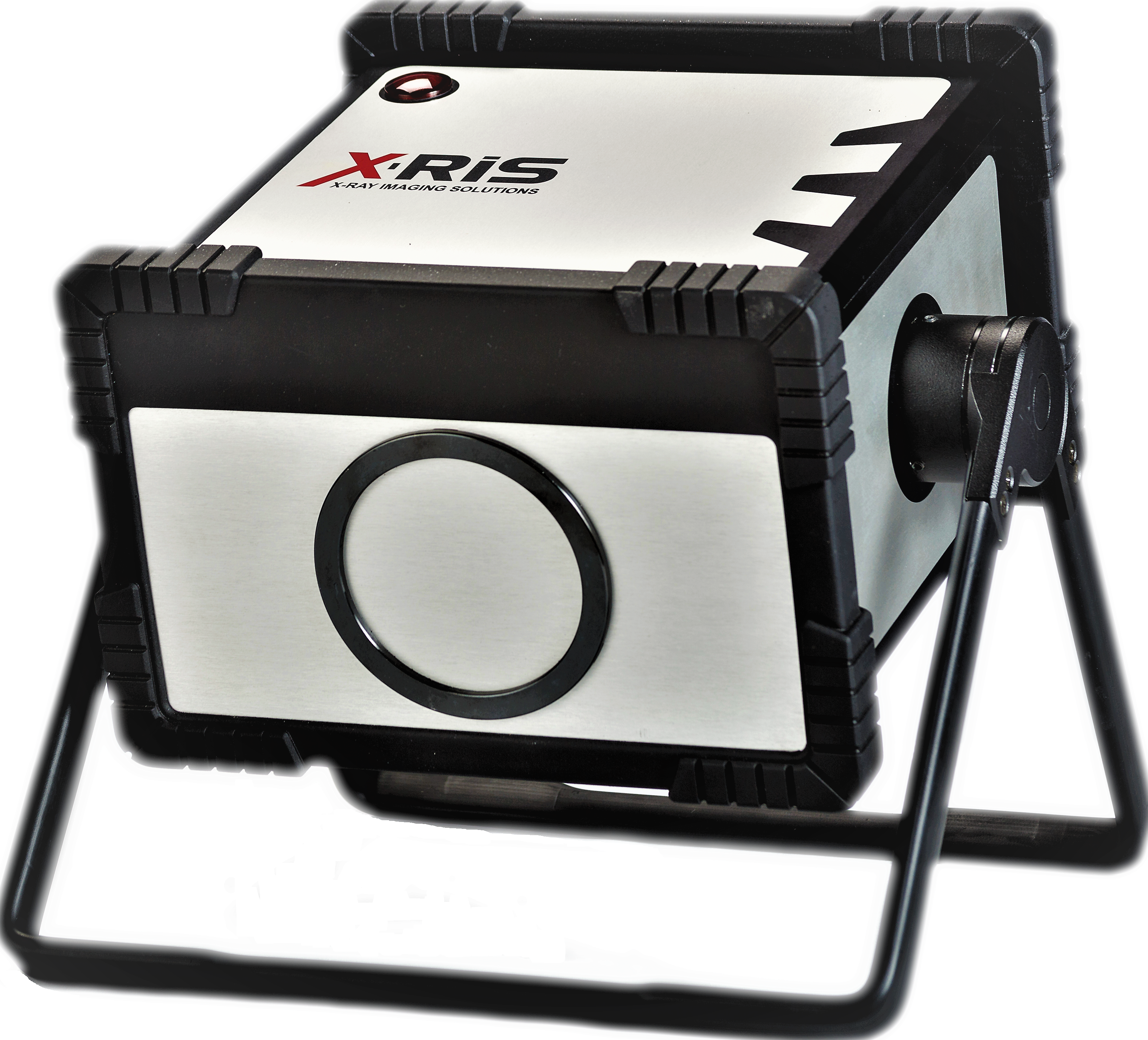
GemX-160 : draagbare röntgenapparaat bedoeld voor digitale röntgenfotografie voor niet-destructief onderzoek; het apparaat functioneert met een batterij en wordt op afstand gecontroleerd via radiogolven.

X-RIS is een start-up die in 2010 in Luik gesticht was. Die wordt gespecialiseerd in het leveren van uitrusting in digitale röntgenfotografie voor niet-destructief onderzoek en beveiliging.
Het bedrijf houdt zich bezig met draagbare generatoren van x-stralen, flat panel detectoren en systemen met eïntegreerde x-stralen. De firma is actief bij verschillende sectoren: gieterij, scheepswerven, luchtvaart (Safran, SABCA, SONACA) en Oliemaatschappij (Total). X-RIS is ook actief bij de veiligheidssector, met verschillende activiteiten zoals mijnopruiming, gerechtelijke geneeskunde, douane of contraspionage.
In 2011 heeft X-RIS een x-stralen scanner op maat ontwikkeld voor het Koninklijk Museum voor Midden-Afrika. Die scanner was bedoeld om de verzameling van zoologische specimen te bestuderen, die soms meer dan 70 jaar oud waren. Dankzij het gebruik van twee flat panels kan het systeem heel kleine specimens die 1 tot 3 cm meten met een resolutie van 48 µm röntgenen, maar ook slangen die tot 1 meter meten.
Eind 2014 heeft het bedrijf een contract met de FBI Academy ondertekend. De technologie van X-RIS moet naar eigen zeggen toelaten om de inhoud van verdachte pakketten sneller te identificeren. Opgemerkt wordt er dat op dit ogenblik bij een doorlichting met röntgenstralen rekening moet worden gehouden met een procedure van tien tot twintig minuten, maar door de technologie van X-RIS zou dat proces tot een twintigtal seconden kunnen worden teruggebracht. Volgens Eric Dagonnier onderscheidt het systeem immers zich van de andere door zijn “bepalende snelheid” die het mogelijk maakt om “een analyse in minder dan 20 seconden te maken”.
De overeenkomst werd in 2015 verlengd maar dit keer voor het opleidingscentrum in Alabama. Ook dit jaar opent het bedrijf een nieuw kantoor in China.
In 2015 werken tien mensen voor het bedrijf dat een omzet tussen 1 700 000 en 2 000 000 euro maakt waaronder 30 tot 40% in de veiligheidssector.

### Prijzen

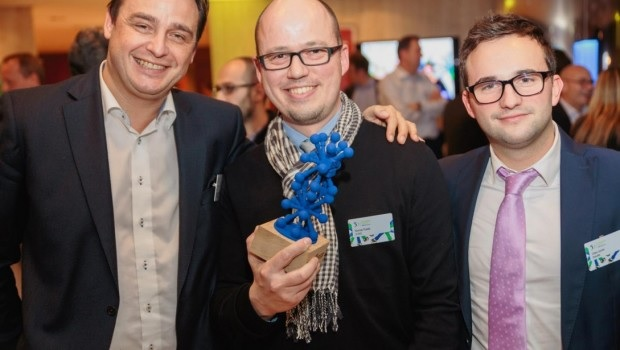
De commercieel directeur van XRIS, Nicolas Poelst, krijgt de eerste prijs in de IT and Digital Solutions categorie bij Deloitte Technology Fast 50..

In november 2015 heeft X-RIS de eerste prijs voor België gewonnen bij de Deloitte Technology Fast 50 wedstrijd. Die beloont de 50 snelst groeiende technologiebedrijven van België. X-RIS is ook eerste voor de IT and Digital Solutions categorie.